# Trencavell

Armes de la dinastia Trencavell abans de 1247

Els Trencavell foren una important dinastia vescomtal que va regir, entre el segle X i el XIII, els vescomtats de Nimes, Albi, Carcassona, Rasès, Besiers i Agde, a la regió del Llenguadoc.
El nom 'Trencavell' potser deriva del mot compost 'trencavelana' (trenca avelana), que és l'occità per "trenca avellana". Originat com a sobrenom o cognom, 'Trencavell' esdevingué, més tard, un nom d'home que portaren tres vescomtes (Ramon Trencavell I, II i III), així com algunes dames de la casa vescomtal (essent 'Trencavella' la versió femenina del nom).
El primer membre documentat de la família Trencavell fou Ató I, que va ser vescomte d'Albi a l'albor del segle x. A Ató el seguiren cinc generacions de vescomtes d'Albi per descendència directa: Bernat Ató (mort el 937), Ató II (mort el 942), Bernat Ató II (mort el 990), Ató III (mort el 1030) i Bernat Ató III (mort el 1060).
Ramon Bernat (mort el 1074), fill de Bernat Ató III, es casà amb Ermengarda de Carcassona, germana de Roger, l'últim comte de Carcassona. Ramon Ató era vescomte d'Albi i Nimes, i adquirí Carcassona i Besiers els anys 1068-1070 arran de la mort del seu cunyat. El seu fill, Bernat Ató IV (mort el 1129), fou vescomte d'Albi, Besiers, Carcassona, Nimes i Rasès. Fou aleshores quan la família Trencavell, amb Bernat Ató IV, va tenir sota el seu domini totes les terres dels comtes de Tolosa; malgrat això, els Trencavell mai adquiriren el títol de comtes.
Els fills de Bernat Ató IV van dividir l'herència de son pare. El més gran de tots els fills, Roger I (mort el 1150), prengué Albi, Carcassona i el Rasès. El segon fill, Ramón I (mort el 1167) prengué Besiers, i heretà Albi, Carcassona i el Rasès quan el seu germà Roger morí sense descendència. Finalment, el menor dels fills de Bernat Ató IV, Bernat Ató V (mort el 1159), heretà Nimes, al qual afegí Agde.
Aquest conglomerat de terres al centre del Llenguadoc i en mans dels Trencavell va donar a aquesta família una posició de considerable poder durant els segles xi i xii. Tant és així, que els seus veïns directes (els comtes de Tolosa a l'oest i els comtes de Barcelona al sud), veient la importància i la força dels Trencavell i les seves terres cercaren aliança amb ells. Majoritàriament, els Trencavell foren aliats dels comtes de Barcelona.
El govern dels Trencavell va acabar el 1209 a Carcassona, el Rasès, Besiers i Albi, i el 1214 a Nimes i Agde (a causa de la conquesta de Simó de Montfort, dins l'àmbit de la Croada Albigesa). Van recobrar el poder breument del 1224 al 1227 i després parcialment el 1240, però finalment van renunciar a tots els drets a favor del rei de França el 1247, a canvi d'una pensió.
Ramon Roger serà un dels protagonistes importants de la Croada Albigesa. S'oposarà moltes vegades al temible Simó de Montfort, fins que aquest últim el derrotà i confiscà totes les terres del vescomte en el seu profit.

## Genealogia simplificada
|           |           |                                                                         |                                                                         |                                                                         |                                                                         |                                                                         |                                                                         |                                                  |                                                  | Ató noble tolosà 867                             |                                                  |                                                                                   |                                                                             |                                                                             |                                                                             |                                                                             |                                                                             |                                               |                                               |                                               |                                               |                                               |                                               |                                    |                                    |                                    |                                    |                                                                  |                                                                  |                                                                  |                                                                  |                                                                  |                                                                  |  |  |                                   |                                   |                                   |                                   |                                   |                                   |  |  |  |  |  |  |  |  |  |  |  |  |  |  |
|           |           |                                                                         |                                                                         |                                                                         |                                                                         |                                                                         |                                                                         |                                                  |                                                  |                                                  |                                                  |                                                                                   |                                                                             |                                                                             |                                                                             |                                                                             |                                                                             |                                               |                                               |                                               |                                               |                                               |                                               |                                    |                                    |                                    |                                    |                                                                  |                                                                  |                                                                  |                                                                  |                                                                  |                                                                  |  |  |                                   |                                   |                                   |                                   |                                   |                                   |  |  |  |  |  |  |  |  |  |  |  |  |  |  |
|           |           |                                                                         |                                                                         |                                                                         |                                                                         |                                                                         |                                                                         |                                                  |                                                  | Ató I vicari d'Alzonne 898                       |                                                  |                                                                                   |                                                                             |                                                                             |                                                                             |                                                                             |                                                                             |                                               |                                               |                                               |                                               |                                               |                                               |                                    |                                    |                                    |                                    |                                                                  |                                                                  |                                                                  |                                                                  |                                                                  |                                                                  |  |  |                                   |                                   |                                   |                                   |                                   |                                   |  |  |  |  |  |  |  |  |  |  |  |  |  |  |
|           |           |                                                                         |                                                                         |                                                                         |                                                                         |                                                                         |                                                                         |                                                  |                                                  |                                                  |                                                  |                                                                                   |                                                                             |                                                                             |                                                                             |                                                                             |                                                                             |                                               |                                               |                                               |                                               |                                               |                                               |                                    |                                    |                                    |                                    |                                                                  |                                                                  |                                                                  |                                                                  |                                                                  |                                                                  |  |  |                                   |                                   |                                   |                                   |                                   |                                   |  |  |  |  |  |  |  |  |  |  |  |  |  |  |
|           |           |                                                                         |                                                                         |                                                                         |                                                                         |                                                                         |                                                                         |                                                  |                                                  | Bernat Ató I vicari d'Alzonne 918                |                                                  |                                                                                   |                                                                             |                                                                             |                                                                             |                                                                             |                                                                             |                                               |                                               |                                               |                                               |                                               |                                               |                                    |                                    |                                    |                                    |                                                                  |                                                                  |                                                                  |                                                                  |                                                                  |                                                                  |  |  |                                   |                                   |                                   |                                   |                                   |                                   |  |  |  |  |  |  |  |  |  |  |  |  |  |  |
|           |           |                                                                         |                                                                         |                                                                         |                                                                         |                                                                         |                                                                         |                                                  |                                                  |                                                  |                                                  |                                                                                   |                                                                             |                                                                             |                                                                             |                                                                             |                                                                             |                                               |                                               |                                               |                                               |                                               |                                               |                                    |                                    |                                    |                                    |                                                                  |                                                                  |                                                                  |                                                                  |                                                                  |                                                                  |  |  |                                   |                                   |                                   |                                   |                                   |                                   |  |  |  |  |  |  |  |  |  |  |  |  |  |  |
|           |           |                                                                         |                                                                         |                                                                         |                                                                         |                                                                         |                                                                         |                                                  |                                                  | Ató II vescomte d'Albi 942                       | Ató II vescomte d'Albi 942                       | Ató II vescomte d'Albi 942                                                        | Ató II vescomte d'Albi 942                                                  | Ató II vescomte d'Albi 942                                                  | Ató II vescomte d'Albi 942                                                  |                                                                             |                                                                             |                                               |                                               |                                               |                                               |                                               |                                               |                                    |                                    | Diafronissa                        | Diafronissa                        | Diafronissa                                                      | Diafronissa                                                      | Diafronissa                                                      | Diafronissa                                                      |                                                                  |                                                                  |  |  |                                   |                                   |                                   |                                   |                                   |                                   |  |  |  |  |  |  |  |  |  |  |  |  |  |  |
|           |           |                                                                         |                                                                         |                                                                         |                                                                         |                                                                         |                                                                         |                                                  |                                                  | Ató II vescomte d'Albi 942                       | Ató II vescomte d'Albi 942                       | Ató II vescomte d'Albi 942                                                        | Ató II vescomte d'Albi 942                                                  | Ató II vescomte d'Albi 942                                                  | Ató II vescomte d'Albi 942                                                  |                                                                             |                                                                             |                                               |                                               |                                               |                                               |                                               |                                               |                                    |                                    | Diafronissa                        | Diafronissa                        | Diafronissa                                                      | Diafronissa                                                      | Diafronissa                                                      | Diafronissa                                                      |                                                                  |                                                                  |  |  |                                   |                                   |                                   |                                   |                                   |                                   |  |  |  |  |  |  |  |  |  |  |  |  |  |  |
|           |           |                                                                         |                                                                         |                                                                         |                                                                         |                                                                         |                                                                         |                                                  |                                                  |                                                  |                                                  |                                                                                   |                                                                             |                                                                             |                                                                             |                                                                             |                                                                             |                                               |                                               |                                               |                                               |                                               |                                               |                                    |                                    |                                    |                                    |                                                                  |                                                                  |                                                                  |                                                                  |                                                                  |                                                                  |  |  |                                   |                                   |                                   |                                   |                                   |                                   |  |  |  |  |  |  |  |  |  |  |  |  |  |  |
|           |           |                                                                         |                                                                         |                                                                         |                                                                         |                                                                         |                                                                         |                                                  |                                                  |                                                  |                                                  |                                                                                   |                                                                             |                                                                             |                                                                             |                                                                             |                                                                             |                                               |                                               |                                               |                                               |                                               |                                               |                                    |                                    |                                    |                                    |                                                                  |                                                                  |                                                                  |                                                                  |                                                                  |                                                                  |  |  |                                   |                                   |                                   |                                   |                                   |                                   |  |  |  |  |  |  |  |  |  |  |  |  |  |  |
|           |           |                                                                         |                                                                         |                                                                         |                                                                         |                                                                         |                                                                         |                                                  |                                                  |                                                  |                                                  | Seguí vescomte d'Albi 972                                                         | Seguí vescomte d'Albi 972                                                   | Seguí vescomte d'Albi 972                                                   | Seguí vescomte d'Albi 972                                                   | Seguí vescomte d'Albi 972                                                   | Seguí vescomte d'Albi 972                                                   |                                               |                                               |                                               |                                               |                                               |                                               | Bernat Ató II vescomte d'Albi 972  | Bernat Ató II vescomte d'Albi 972  | Bernat Ató II vescomte d'Albi 972  | Bernat Ató II vescomte d'Albi 972  | Bernat Ató II vescomte d'Albi 972                                | Bernat Ató II vescomte d'Albi 972                                |                                                                  |                                                                  |                                                                  |                                                                  |  |  | Gàucia                            | Gàucia                            | Gàucia                            | Gàucia                            | Gàucia                            | Gàucia                            |  |  |  |  |  |  |  |  |  |  |  |  |  |  |
|           |           |                                                                         |                                                                         |                                                                         |                                                                         |                                                                         |                                                                         |                                                  |                                                  |                                                  |                                                  | Seguí vescomte d'Albi 972                                                         | Seguí vescomte d'Albi 972                                                   | Seguí vescomte d'Albi 972                                                   | Seguí vescomte d'Albi 972                                                   | Seguí vescomte d'Albi 972                                                   | Seguí vescomte d'Albi 972                                                   |                                               |                                               |                                               |                                               |                                               |                                               | Bernat Ató II vescomte d'Albi 972  | Bernat Ató II vescomte d'Albi 972  | Bernat Ató II vescomte d'Albi 972  | Bernat Ató II vescomte d'Albi 972  | Bernat Ató II vescomte d'Albi 972                                | Bernat Ató II vescomte d'Albi 972                                |                                                                  |                                                                  |                                                                  |                                                                  |  |  | Gàucia                            | Gàucia                            | Gàucia                            | Gàucia                            | Gàucia                            | Gàucia                            |  |  |  |  |  |  |  |  |  |  |  |  |  |  |
|           |           |                                                                         |                                                                         |                                                                         |                                                                         |                                                                         |                                                                         |                                                  |                                                  |                                                  |                                                  |                                                                                   |                                                                             |                                                                             |                                                                             |                                                                             |                                                                             |                                               |                                               |                                               |                                               |                                               |                                               |                                    |                                    |                                    |                                    |                                                                  |                                                                  |                                                                  |                                                                  |                                                                  |                                                                  |  |  |                                   |                                   |                                   |                                   |                                   |                                   |  |  |  |  |  |  |  |  |  |  |  |  |  |  |
|           |           |                                                                         |                                                                         |                                                                         |                                                                         |                                                                         |                                                                         |                                                  |                                                  |                                                  |                                                  |                                                                                   |                                                                             |                                                                             |                                                                             |                                                                             |                                                                             |                                               |                                               |                                               |                                               |                                               |                                               |                                    |                                    |                                    |                                    |                                                                  |                                                                  |                                                                  |                                                                  |                                                                  |                                                                  |  |  |                                   |                                   |                                   |                                   |                                   |                                   |  |  |  |  |  |  |  |  |  |  |  |  |  |  |
|           |           |                                                                         |                                                                         |                                                                         |                                                                         |                                                                         |                                                                         |                                                  |                                                  |                                                  |                                                  | Gerberga                                                                          | Gerberga                                                                    | Gerberga                                                                    | Gerberga                                                                    | Gerberga                                                                    | Gerberga                                                                    |                                               |                                               |                                               |                                               |                                               |                                               | Ató III vescomte d'Albi († 1032)   | Ató III vescomte d'Albi († 1032)   | Ató III vescomte d'Albi († 1032)   | Ató III vescomte d'Albi († 1032)   | Ató III vescomte d'Albi († 1032)                                 | Ató III vescomte d'Albi († 1032)                                 |                                                                  |                                                                  |                                                                  |                                                                  |  |  | Frotari I bisbe de Nimes († 1014) | Frotari I bisbe de Nimes († 1014) | Frotari I bisbe de Nimes († 1014) | Frotari I bisbe de Nimes († 1014) | Frotari I bisbe de Nimes († 1014) | Frotari I bisbe de Nimes († 1014) |  |  |  |  |  |  |  |  |  |  |  |  |  |  |
|           |           |                                                                         |                                                                         |                                                                         |                                                                         |                                                                         |                                                                         |                                                  |                                                  |                                                  |                                                  | Gerberga                                                                          | Gerberga                                                                    | Gerberga                                                                    | Gerberga                                                                    | Gerberga                                                                    | Gerberga                                                                    |                                               |                                               |                                               |                                               |                                               |                                               | Ató III vescomte d'Albi († 1032)   | Ató III vescomte d'Albi († 1032)   | Ató III vescomte d'Albi († 1032)   | Ató III vescomte d'Albi († 1032)   | Ató III vescomte d'Albi († 1032)                                 | Ató III vescomte d'Albi († 1032)                                 |                                                                  |                                                                  |                                                                  |                                                                  |  |  | Frotari I bisbe de Nimes († 1014) | Frotari I bisbe de Nimes († 1014) | Frotari I bisbe de Nimes († 1014) | Frotari I bisbe de Nimes († 1014) | Frotari I bisbe de Nimes († 1014) | Frotari I bisbe de Nimes († 1014) |  |  |  |  |  |  |  |  |  |  |  |  |  |  |
|           |           |                                                                         |                                                                         |                                                                         |                                                                         |                                                                         |                                                                         |                                                  |                                                  |                                                  |                                                  |                                                                                   |                                                                             |                                                                             |                                                                             |                                                                             |                                                                             |                                               |                                               |                                               |                                               |                                               |                                               |                                    |                                    |                                    |                                    |                                                                  |                                                                  |                                                                  |                                                                  |                                                                  |                                                                  |  |  |                                   |                                   |                                   |                                   |                                   |                                   |  |  |  |  |  |  |  |  |  |  |  |  |  |  |
|           |           |                                                                         |                                                                         |                                                                         |                                                                         |                                                                         |                                                                         |                                                  |                                                  |                                                  |                                                  |                                                                                   |                                                                             |                                                                             |                                                                             |                                                                             |                                                                             |                                               |                                               |                                               |                                               |                                               |                                               |                                    |                                    |                                    |                                    |                                                                  |                                                                  |                                                                  |                                                                  |                                                                  |                                                                  |  |  |                                   |                                   |                                   |                                   |                                   |                                   |  |  |  |  |  |  |  |  |  |  |  |  |  |  |
| Raingarda | Raingarda | Raingarda                                                               | Raingarda                                                               | Raingarda                                                               | Raingarda                                                               |                                                                         |                                                                         |                                                  |                                                  |                                                  |                                                  | Bernat Ató III vescomte d'Albi († vers 1050)                                      | Bernat Ató III vescomte d'Albi († vers 1050)                                | Bernat Ató III vescomte d'Albi († vers 1050)                                | Bernat Ató III vescomte d'Albi († vers 1050)                                | Bernat Ató III vescomte d'Albi († vers 1050)                                | Bernat Ató III vescomte d'Albi († vers 1050)                                |                                               |                                               |                                               |                                               |                                               |                                               | Frotari II bisbe de Nimes († 1077) | Frotari II bisbe de Nimes († 1077) | Frotari II bisbe de Nimes († 1077) | Frotari II bisbe de Nimes († 1077) | Frotari II bisbe de Nimes († 1077)                               | Frotari II bisbe de Nimes († 1077)                               |                                                                  |                                                                  |                                                                  |                                                                  |  |  |                                   |                                   |                                   |                                   |                                   |                                   |  |  |  |  |  |  |  |  |  |  |  |  |  |  |
| Raingarda | Raingarda | Raingarda                                                               | Raingarda                                                               | Raingarda                                                               | Raingarda                                                               |                                                                         |                                                                         |                                                  |                                                  |                                                  |                                                  | Bernat Ató III vescomte d'Albi († vers 1050)                                      | Bernat Ató III vescomte d'Albi († vers 1050)                                | Bernat Ató III vescomte d'Albi († vers 1050)                                | Bernat Ató III vescomte d'Albi († vers 1050)                                | Bernat Ató III vescomte d'Albi († vers 1050)                                | Bernat Ató III vescomte d'Albi († vers 1050)                                |                                               |                                               |                                               |                                               |                                               |                                               | Frotari II bisbe de Nimes († 1077) | Frotari II bisbe de Nimes († 1077) | Frotari II bisbe de Nimes († 1077) | Frotari II bisbe de Nimes († 1077) | Frotari II bisbe de Nimes († 1077)                               | Frotari II bisbe de Nimes († 1077)                               |                                                                  |                                                                  |                                                                  |                                                                  |  |  |                                   |                                   |                                   |                                   |                                   |                                   |  |  |  |  |  |  |  |  |  |  |  |  |  |  |
|           |           |                                                                         |                                                                         |                                                                         |                                                                         |                                                                         |                                                                         |                                                  |                                                  |                                                  |                                                  |                                                                                   |                                                                             |                                                                             |                                                                             |                                                                             |                                                                             |                                               |                                               |                                               |                                               |                                               |                                               |                                    |                                    |                                    |                                    |                                                                  |                                                                  |                                                                  |                                                                  |                                                                  |                                                                  |  |  |                                   |                                   |                                   |                                   |                                   |                                   |  |  |  |  |  |  |  |  |  |  |  |  |  |  |
|           |           |                                                                         |                                                                         |                                                                         |                                                                         | Ramon Bernat Trencavell vescomte d'Albi († 1074)                        | Ramon Bernat Trencavell vescomte d'Albi († 1074)                        | Ramon Bernat Trencavell vescomte d'Albi († 1074) | Ramon Bernat Trencavell vescomte d'Albi († 1074) | Ramon Bernat Trencavell vescomte d'Albi († 1074) | Ramon Bernat Trencavell vescomte d'Albi († 1074) |                                                                                   |                                                                             |                                                                             |                                                                             |                                                                             |                                                                             | Ermengarda vescomtessa de Carcassona († 1099) | Ermengarda vescomtessa de Carcassona († 1099) | Ermengarda vescomtessa de Carcassona († 1099) | Ermengarda vescomtessa de Carcassona († 1099) | Ermengarda vescomtessa de Carcassona († 1099) | Ermengarda vescomtessa de Carcassona († 1099) |                                    |                                    |                                    |                                    |                                                                  |                                                                  |                                                                  |                                                                  |                                                                  |                                                                  |  |  |                                   |                                   |                                   |                                   |                                   |                                   |  |  |  |  |  |  |  |  |  |  |  |  |  |  |
|           |           |                                                                         |                                                                         |                                                                         |                                                                         | Ramon Bernat Trencavell vescomte d'Albi († 1074)                        | Ramon Bernat Trencavell vescomte d'Albi († 1074)                        | Ramon Bernat Trencavell vescomte d'Albi († 1074) | Ramon Bernat Trencavell vescomte d'Albi († 1074) | Ramon Bernat Trencavell vescomte d'Albi († 1074) | Ramon Bernat Trencavell vescomte d'Albi († 1074) |                                                                                   |                                                                             |                                                                             |                                                                             |                                                                             |                                                                             | Ermengarda vescomtessa de Carcassona († 1099) | Ermengarda vescomtessa de Carcassona († 1099) | Ermengarda vescomtessa de Carcassona († 1099) | Ermengarda vescomtessa de Carcassona († 1099) | Ermengarda vescomtessa de Carcassona († 1099) | Ermengarda vescomtessa de Carcassona († 1099) |                                    |                                    |                                    |                                    |                                                                  |                                                                  |                                                                  |                                                                  |                                                                  |                                                                  |  |  |                                   |                                   |                                   |                                   |                                   |                                   |  |  |  |  |  |  |  |  |  |  |  |  |  |  |
|           |           |                                                                         |                                                                         |                                                                         |                                                                         |                                                                         |                                                                         |                                                  |                                                  |                                                  |                                                  |                                                                                   |                                                                             |                                                                             |                                                                             |                                                                             |                                                                             |                                               |                                               |                                               |                                               |                                               |                                               |                                    |                                    |                                    |                                    |                                                                  |                                                                  |                                                                  |                                                                  |                                                                  |                                                                  |  |  |                                   |                                   |                                   |                                   |                                   |                                   |  |  |  |  |  |  |  |  |  |  |  |  |  |  |
|           |           |                                                                         |                                                                         |                                                                         |                                                                         |                                                                         |                                                                         |                                                  |                                                  |                                                  |                                                  | Bernat Ató IV Trencavell vescomte de Carcassona († 1129)                          | Bernat Ató IV Trencavell vescomte de Carcassona († 1129)                    | Bernat Ató IV Trencavell vescomte de Carcassona († 1129)                    | Bernat Ató IV Trencavell vescomte de Carcassona († 1129)                    | Bernat Ató IV Trencavell vescomte de Carcassona († 1129)                    | Bernat Ató IV Trencavell vescomte de Carcassona († 1129)                    |                                               |                                               |                                               |                                               |                                               |                                               | Cecília de Provença († 1150)       | Cecília de Provença († 1150)       | Cecília de Provença († 1150)       | Cecília de Provença († 1150)       | Cecília de Provença († 1150)                                     | Cecília de Provença († 1150)                                     |                                                                  |                                                                  |                                                                  |                                                                  |  |  |                                   |                                   |                                   |                                   |                                   |                                   |  |  |  |  |  |  |  |  |  |  |  |  |  |  |
|           |           |                                                                         |                                                                         |                                                                         |                                                                         |                                                                         |                                                                         |                                                  |                                                  |                                                  |                                                  | Bernat Ató IV Trencavell vescomte de Carcassona († 1129)                          | Bernat Ató IV Trencavell vescomte de Carcassona († 1129)                    | Bernat Ató IV Trencavell vescomte de Carcassona († 1129)                    | Bernat Ató IV Trencavell vescomte de Carcassona († 1129)                    | Bernat Ató IV Trencavell vescomte de Carcassona († 1129)                    | Bernat Ató IV Trencavell vescomte de Carcassona († 1129)                    |                                               |                                               |                                               |                                               |                                               |                                               | Cecília de Provença († 1150)       | Cecília de Provença († 1150)       | Cecília de Provença († 1150)       | Cecília de Provença († 1150)       | Cecília de Provença († 1150)                                     | Cecília de Provença († 1150)                                     |                                                                  |                                                                  |                                                                  |                                                                  |  |  |                                   |                                   |                                   |                                   |                                   |                                   |  |  |  |  |  |  |  |  |  |  |  |  |  |  |
|           |           |                                                                         |                                                                         |                                                                         |                                                                         |                                                                         |                                                                         |                                                  |                                                  |                                                  |                                                  |                                                                                   |                                                                             |                                                                             |                                                                             |                                                                             |                                                                             |                                               |                                               |                                               |                                               |                                               |                                               |                                    |                                    |                                    |                                    |                                                                  |                                                                  |                                                                  |                                                                  |                                                                  |                                                                  |  |  |                                   |                                   |                                   |                                   |                                   |                                   |  |  |  |  |  |  |  |  |  |  |  |  |  |  |
|           |           |                                                                         |                                                                         |                                                                         |                                                                         |                                                                         |                                                                         |                                                  |                                                  |                                                  |                                                  |                                                                                   |                                                                             |                                                                             |                                                                             |                                                                             |                                                                             |                                               |                                               |                                               |                                               |                                               |                                               |                                    |                                    |                                    |                                    |                                                                  |                                                                  |                                                                  |                                                                  |                                                                  |                                                                  |  |  |                                   |                                   |                                   |                                   |                                   |                                   |  |  |  |  |  |  |  |  |  |  |  |  |  |  |
|           |           | Roger I († 1150) vescomte d'Albi i de Carcassona x Bernarda de Commenge | Roger I († 1150) vescomte d'Albi i de Carcassona x Bernarda de Commenge | Roger I († 1150) vescomte d'Albi i de Carcassona x Bernarda de Commenge | Roger I († 1150) vescomte d'Albi i de Carcassona x Bernarda de Commenge | Roger I († 1150) vescomte d'Albi i de Carcassona x Bernarda de Commenge | Roger I († 1150) vescomte d'Albi i de Carcassona x Bernarda de Commenge |                                                  |                                                  |                                                  |                                                  | Ramon I († 1167) vescomte de Besiers després d'Albi i de Carcassona x Saura       | Ramon I († 1167) vescomte de Besiers després d'Albi i de Carcassona x Saura | Ramon I († 1167) vescomte de Besiers després d'Albi i de Carcassona x Saura | Ramon I († 1167) vescomte de Besiers després d'Albi i de Carcassona x Saura | Ramon I († 1167) vescomte de Besiers després d'Albi i de Carcassona x Saura | Ramon I († 1167) vescomte de Besiers després d'Albi i de Carcassona x Saura |                                               |                                               |                                               |                                               |                                               |                                               |                                    |                                    |                                    |                                    | Bernat Ató V vescomte d'Agde († 1159) x Guillemeta de Montpeller | Bernat Ató V vescomte d'Agde († 1159) x Guillemeta de Montpeller | Bernat Ató V vescomte d'Agde († 1159) x Guillemeta de Montpeller | Bernat Ató V vescomte d'Agde († 1159) x Guillemeta de Montpeller | Bernat Ató V vescomte d'Agde († 1159) x Guillemeta de Montpeller | Bernat Ató V vescomte d'Agde († 1159) x Guillemeta de Montpeller |  |  |                                   |                                   |                                   |                                   |                                   |                                   |  |  |  |  |  |  |  |  |  |  |  |  |  |  |
|           |           | Roger I († 1150) vescomte d'Albi i de Carcassona x Bernarda de Commenge | Roger I († 1150) vescomte d'Albi i de Carcassona x Bernarda de Commenge | Roger I († 1150) vescomte d'Albi i de Carcassona x Bernarda de Commenge | Roger I († 1150) vescomte d'Albi i de Carcassona x Bernarda de Commenge | Roger I († 1150) vescomte d'Albi i de Carcassona x Bernarda de Commenge | Roger I († 1150) vescomte d'Albi i de Carcassona x Bernarda de Commenge |                                                  |                                                  |                                                  |                                                  | Ramon I († 1167) vescomte de Besiers després d'Albi i de Carcassona x Saura       | Ramon I († 1167) vescomte de Besiers després d'Albi i de Carcassona x Saura | Ramon I († 1167) vescomte de Besiers després d'Albi i de Carcassona x Saura | Ramon I († 1167) vescomte de Besiers després d'Albi i de Carcassona x Saura | Ramon I († 1167) vescomte de Besiers després d'Albi i de Carcassona x Saura | Ramon I († 1167) vescomte de Besiers després d'Albi i de Carcassona x Saura |                                               |                                               |                                               |                                               |                                               |                                               |                                    |                                    |                                    |                                    | Bernat Ató V vescomte d'Agde († 1159) x Guillemeta de Montpeller | Bernat Ató V vescomte d'Agde († 1159) x Guillemeta de Montpeller | Bernat Ató V vescomte d'Agde († 1159) x Guillemeta de Montpeller | Bernat Ató V vescomte d'Agde († 1159) x Guillemeta de Montpeller | Bernat Ató V vescomte d'Agde († 1159) x Guillemeta de Montpeller | Bernat Ató V vescomte d'Agde († 1159) x Guillemeta de Montpeller |  |  |                                   |                                   |                                   |                                   |                                   |                                   |  |  |  |  |  |  |  |  |  |  |  |  |  |  |
|           |           |                                                                         |                                                                         |                                                                         |                                                                         |                                                                         |                                                                         |                                                  |                                                  |                                                  |                                                  |                                                                                   |                                                                             |                                                                             |                                                                             |                                                                             |                                                                             |                                               |                                               |                                               |                                               |                                               |                                               |                                    |                                    |                                    |                                    |                                                                  |                                                                  |                                                                  |                                                                  |                                                                  |                                                                  |  |  |                                   |                                   |                                   |                                   |                                   |                                   |  |  |  |  |  |  |  |  |  |  |  |  |  |  |
|           |           |                                                                         |                                                                         | Cecília x Roger Bernat I comte de Foix                                  | Cecília x Roger Bernat I comte de Foix                                  | Cecília x Roger Bernat I comte de Foix                                  | Cecília x Roger Bernat I comte de Foix                                  | Cecília x Roger Bernat I comte de Foix           | Cecília x Roger Bernat I comte de Foix           |                                                  |                                                  | Roger II († 1194) vescomte d'Albi, Besiers i Carcasona x Adelaida de Tolosa       | Roger II († 1194) vescomte d'Albi, Besiers i Carcasona x Adelaida de Tolosa | Roger II († 1194) vescomte d'Albi, Besiers i Carcasona x Adelaida de Tolosa | Roger II († 1194) vescomte d'Albi, Besiers i Carcasona x Adelaida de Tolosa | Roger II († 1194) vescomte d'Albi, Besiers i Carcasona x Adelaida de Tolosa | Roger II († 1194) vescomte d'Albi, Besiers i Carcasona x Adelaida de Tolosa |                                               |                                               | Beatriu x Ramon VI comte de Tolosa            | Beatriu x Ramon VI comte de Tolosa            | Beatriu x Ramon VI comte de Tolosa            | Beatriu x Ramon VI comte de Tolosa            | Beatriu x Ramon VI comte de Tolosa | Beatriu x Ramon VI comte de Tolosa |                                    |                                    | Bernat Ató VI vescomte d'Agde († després 1214)                   | Bernat Ató VI vescomte d'Agde († després 1214)                   | Bernat Ató VI vescomte d'Agde († després 1214)                   | Bernat Ató VI vescomte d'Agde († després 1214)                   | Bernat Ató VI vescomte d'Agde († després 1214)                   | Bernat Ató VI vescomte d'Agde († després 1214)                   |  |  |                                   |                                   |                                   |                                   |                                   |                                   |  |  |  |  |  |  |  |  |  |  |  |  |  |  |
|           |           |                                                                         |                                                                         | Cecília x Roger Bernat I comte de Foix                                  | Cecília x Roger Bernat I comte de Foix                                  | Cecília x Roger Bernat I comte de Foix                                  | Cecília x Roger Bernat I comte de Foix                                  | Cecília x Roger Bernat I comte de Foix           | Cecília x Roger Bernat I comte de Foix           |                                                  |                                                  | Roger II († 1194) vescomte d'Albi, Besiers i Carcasona x Adelaida de Tolosa       | Roger II († 1194) vescomte d'Albi, Besiers i Carcasona x Adelaida de Tolosa | Roger II († 1194) vescomte d'Albi, Besiers i Carcasona x Adelaida de Tolosa | Roger II († 1194) vescomte d'Albi, Besiers i Carcasona x Adelaida de Tolosa | Roger II († 1194) vescomte d'Albi, Besiers i Carcasona x Adelaida de Tolosa | Roger II († 1194) vescomte d'Albi, Besiers i Carcasona x Adelaida de Tolosa |                                               |                                               | Beatriu x Ramon VI comte de Tolosa            | Beatriu x Ramon VI comte de Tolosa            | Beatriu x Ramon VI comte de Tolosa            | Beatriu x Ramon VI comte de Tolosa            | Beatriu x Ramon VI comte de Tolosa | Beatriu x Ramon VI comte de Tolosa |                                    |                                    | Bernat Ató VI vescomte d'Agde († després 1214)                   | Bernat Ató VI vescomte d'Agde († després 1214)                   | Bernat Ató VI vescomte d'Agde († després 1214)                   | Bernat Ató VI vescomte d'Agde († després 1214)                   | Bernat Ató VI vescomte d'Agde († després 1214)                   | Bernat Ató VI vescomte d'Agde († després 1214)                   |  |  |                                   |                                   |                                   |                                   |                                   |                                   |  |  |  |  |  |  |  |  |  |  |  |  |  |  |
|           |           |                                                                         |                                                                         |                                                                         |                                                                         |                                                                         |                                                                         |                                                  |                                                  |                                                  |                                                  | Ramon Roger († 1209) vescomte d'Albi, Besiers, i Carcassona x Agnes de Montpeller |                                                                             |                                                                             |                                                                             |                                                                             |                                                                             |                                               |                                               |                                               |                                               |                                               |                                               |                                    |                                    |                                    |                                    |                                                                  |                                                                  |                                                                  |                                                                  |                                                                  |                                                                  |  |  |                                   |                                   |                                   |                                   |                                   |                                   |  |  |  |  |  |  |  |  |  |  |  |  |  |  |
|           |           |                                                                         |                                                                         |                                                                         |                                                                         |                                                                         |                                                                         |                                                  |                                                  |                                                  |                                                  |                                                                                   |                                                                             |                                                                             |                                                                             |                                                                             |                                                                             |                                               |                                               |                                               |                                               |                                               |                                               |                                    |                                    |                                    |                                    |                                                                  |                                                                  |                                                                  |                                                                  |                                                                  |                                                                  |  |  |                                   |                                   |                                   |                                   |                                   |                                   |  |  |  |  |  |  |  |  |  |  |  |  |  |  |
|           |           |                                                                         |                                                                         |                                                                         |                                                                         |                                                                         |                                                                         |                                                  |                                                  |                                                  |                                                  | Ramon II († 1263)                                                                 |                                                                             |                                                                             |                                                                             |                                                                             |                                                                             |                                               |                                               |                                               |                                               |                                               |                                               |                                    |                                    |                                    |                                    |                                                                  |                                                                  |                                                                  |                                                                  |                                                                  |                                                                  |  |  |                                   |                                   |                                   |                                   |                                   |                                   |  |  |  |  |  |  |  |  |  |  |  |  |  |  |
|           |           |                                                                         |                                                                         |                                                                         |                                                                         |                                                                         |                                                                         |                                                  |                                                  |                                                  |                                                  |                                                                                   |                                                                             |                                                                             |                                                                             |                                                                             |                                                                             |                                               |                                               |                                               |                                               |                                               |                                               |                                    |                                    |                                    |                                    |                                                                  |                                                                  |                                                                  |                                                                  |                                                                  |                                                                  |  |  |                                   |                                   |                                   |                                   |                                   |                                   |  |  |  |  |  |  |  |  |  |  |  |  |  |  |
|           |           |                                                                         |                                                                         |                                                                         |                                                                         |                                                                         |                                                                         |                                                  |                                                  |                                                  |                                                  | Roger III                                                                         |                                                                             |                                                                             |                                                                             |                                                                             |                                                                             |                                               |                                               |                                               |                                               |                                               |                                               |                                    |                                    |                                    |                                    |                                                                  |                                                                  |                                                                  |                                                                  |                                                                  |                                                                  |  |  |                                   |                                   |                                   |                                   |                                   |                                   |  |  |  |  |  |  |  |  |  |  |  |  |  |  |